# Tongling (Kreis)
Der Kreis Tongling (chinesisch 铜陵县, Pinyin Tónglíng Xiàn) ist ein Kreis der bezirksfreien Stadt Tongling (铜陵市) in der Provinz Anhui der Volksrepublik China. Er hat eine Fläche von 876 bzw. 833 km² und zählt ca. 320.000 Einwohner (2004). Sein Hauptort ist die Großgemeinde Wusong (五松镇). 

## Administrative Gliederung
Auf Gemeindeebene setzt sich der Kreis aus vier Großgemeinden und vier Gemeinden zusammen. 